# Юумаярви
Юумаярви — пресноводное озеро на территории Кестеньгского сельского поселения Лоухского района Республики Карелии, а также общины Куусамо в провинции Северная Остроботния Финляндии.

## Общие сведения
Площадь озера — 1,6 км². Располагается на высоте 267,6 метров над уровнем моря.
По водоёму проходит Российско-финляндская граница, деля озеро в соотношении, приблизительно, 1:3.
Форма озера продолговатая: оно более чем на три километра вытянуто с северо-запада на юго-восток. Берега каменисто-песчаные, возвышенные, местами заболоченные.
Из северо-западной оконечности озера, находящейся на территории Финляндии, вытекает ручей Юумайоки. Проходя по территории Финляндии через ряд проток и озёр, воды Юумаярви в итоге попадают в реку Куусинкийоки, впадающую в реку Оуланкайоки (в нижнем течении — Оланга), которая в конечном итоге впадает в Пяозеро.
На территории России населённые пункты вблизи водоёма отсутствуют.
Код объекта в государственном водном реестре — 02020000411102000000728.